# Cafla
Cafla, auch Koffila oder Koffala, war eine Masseneinheit für Gold und Silber in Mokka.
- 1 Cafla = 16 Crats = 3 1/5 Gramm
- 10 Cafla = 1 Wackega/Vakia
- 1 Crat = 1/5 Gramm